# Sehol E10X
 (juillet 2021).
La Sehol E10X est une citadine électrique produite par Sehol de JAC Motors et basée sur la même plate-forme que la JAC iEV6E de 2016 qui partageait également la même plate-forme que la JAC Yueyue et la Refine S2 Mini.

## Aperçu

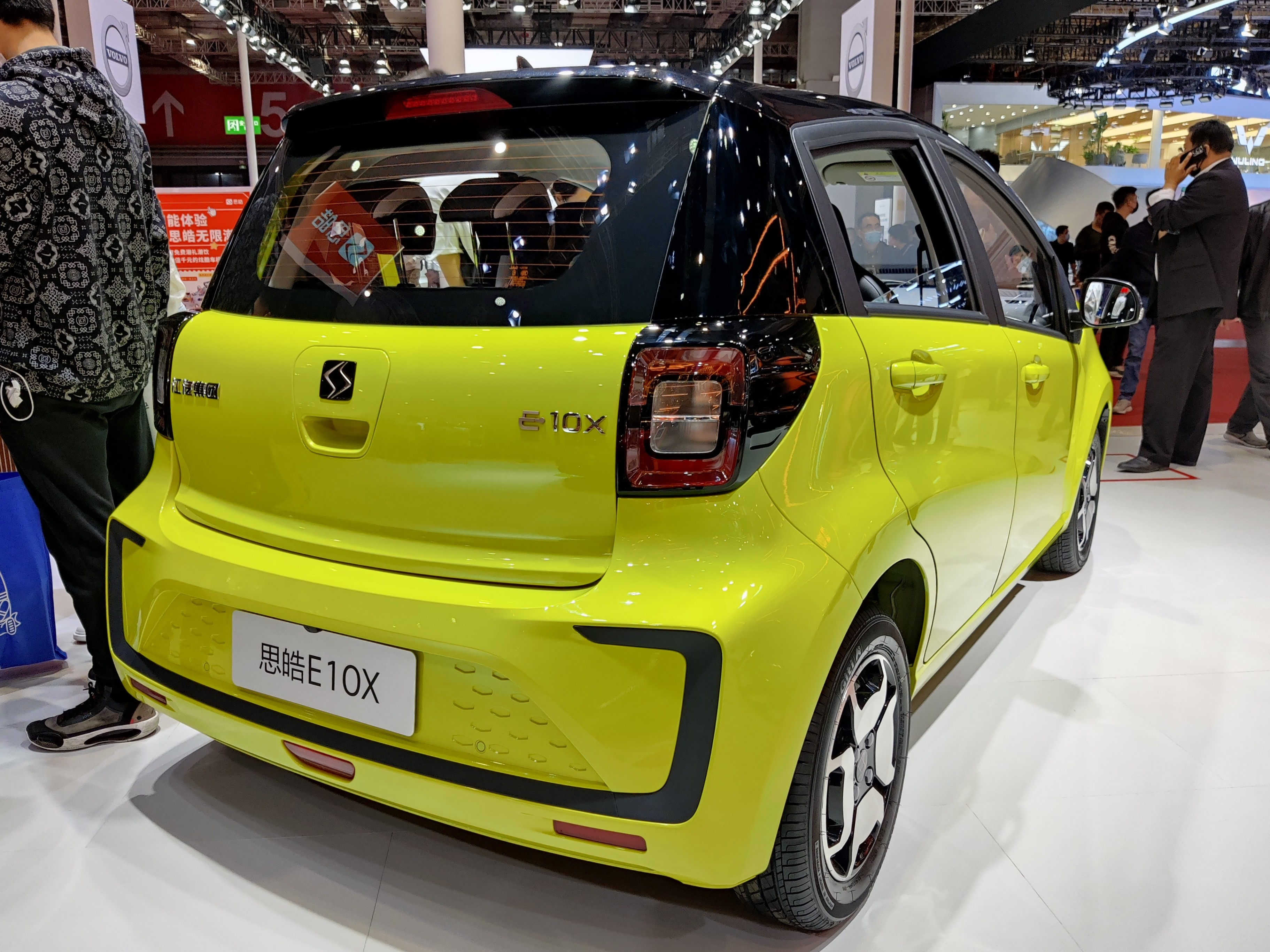
Sehol E10X, arrière

Dévoilé lors d'une présentation de technologie à batterie en novembre 2020, la Sehol E10X a été officiellement lancée en 2021 avec des préventes commençant en mars 2021 et faisant ses débuts en avril au Salon de l'auto de Shanghai 2021. Elle est équipée de jambes de force McPherson à l'avant et d'un essieu semi-dépendant à l'arrière.

### Groupe motopropulseur
En termes de puissance, l'E10X est propulsée par un choix de deux moteurs électriques évalués à 41 ch (30 kW) et 61 ch (45 kW). Le couple max des moteurs s'élève respectivement à 95 N m et 150 N m. Les deux variantes culminent à 102 km/h et entraînent l'essieu avant.

### Batterie
L'E10X est équipée de batteries LFP sans cobalt. La batterie du modèle de base est une batterie de traction de 15 kWh avec une autonomie nominale de 150 km, avec une variante plus chère de 19,7 kWh avec une autonomie de 200 km et une variante de 30,2 kWh avec une autonomie de 302 km disponible également. Le port de charge est dissimulé dans l'aile avant gauche.

### Niveaux de finition
Il y a le choix entre sept niveaux de finition pour l'E10X. Le modèle d'entrée de gamme comprend la climatisation, un seul airbag, ABS, Isofix, vitres électriques et rétroviseurs électriques. Les modèles à finition supérieure ajoutent un deuxième airbag, ESP, faux cuir, entrée et démarrage sans clé, régulateur de vitesse, un système d'infodivertissement OTA avec prise en charge des commandes vocales et des mises à jour, un chargeur sans fil, prise USB et plus. L'habitacle de l'E10X peut accueillir quatre ou cinq occupants.